# تیم دوچرخه‌سواری شهرداری تبریز
تیم دوچرخه سواری شهرداری تبریز یک تیم دوچرخه‌سواری عضو فدراسیون جهانی دوچرخه‌سواری است که در سال ۲۰۱۴ تأسیس شده‌است. 

## تاریخچه
این تیم پس از تیم کارخانجات دوچرخه‌سازی تایوان به عنوان دومین تیم اسپانسر عنوان در دنیای دوچرخه‌سواری شناخته می‌شود و اولین تیم باشگاهی ایرانی است که در جنبش دوچرخه‌سواری معتبر دنیا عضو است.

## اعضای تیم
- علی اشکبوس
- حسین علیزاده
- بهنام آرین
- علیرضا اصغرزاده
- مایک روبرت کوینی
- محمدرضا ایمانی
- حسین جهانبانیان
- خلیل خورشید
- حمید پاسبان‌خواجه
- حمید پورهاشم
- سعید صفرزاده

## نتایج مهم
۲۰۱۴
مقام اول در مرحله دوم تور سینگ‌کاراک توسط حسین علیزاده
۲۰۱۵
مقام اول در مرحله دوم تور ایران (آذربایجان) توسط سعید صفرزاده
۲۰۱۶
مقام اول  مسابقات جاده ملی ایران توسط مهدی سهرابی
مقام اول تیمی تور ایران (آذربایجان) توسط میر صمد پورسیدی
مقام اول در مرحله چهارم، میر صمد پورسیدی
مقام اول در مرحله پنجم، قادر میزبانی